# Satus
Satus és una concentració de població designada pel cens dels Estats Units a l'estat de Washington. Segons el cens del 2000 tenia 746 habitants.

## Demografia
Segons el cens del 2000, Satus tenia 746 habitants, 200 habitatges, i 168 famílies. La densitat de població era de 4,2 habitants per km².
Dels 200 habitatges en un 41,5% hi vivien nens de menys de 18 anys, en un 61% hi vivien parelles casades, en un 10,5% dones solteres, i en un 16% no eren unitats familiars. En el 12,5% dels habitatges hi vivien persones soles el 6,5% de les quals corresponia a persones de 65 anys o més que vivien soles. El nombre mitjà de persones vivint en cada habitatge era de 3,52 i el nombre mitjà de persones que vivien en cada família era de 3,79.
Per edats la població es repartia de la següent manera: un 34,7% tenia menys de 18 anys, un 10,2% entre 18 i 24, un 25,7% entre 25 i 44, un 22% de 45 a 60 i un 7,4% 65 anys o més.
L'edat mediana era de 29 anys. Per cada 100 dones de 18 o més anys hi havia 121,4 homes.
La renda mediana per habitatge era de 32.143 $ i la renda mediana per família de 29.167 $. Els homes tenien una renda mediana de 28.958 $ mentre que les dones 28.523 $. La renda per capita de la població era de 9.905 $. Aproximadament el 23,1% de les famílies i el 27,1% de la població estaven per davall del llindar de pobresa.

## Poblacions més properes
El següent diagrama mostra les poblacions més properes.